# Comaserica setosella
Comaserica setosella är en skalbaggsart som beskrevs av Moser 1911. Comaserica setosella ingår i släktet Comaserica och familjen Melolonthidae. Inga underarter finns listade i Catalogue of Life.